# Генерал
Генерал (від лат. generalis — загальний, спільний) — загальна назва військового звання або чину вищого командного складу збройних сил, а також керівних осіб деяких цивільних відомств. Відповідає військовому званню адмірал вищого офіцерського складу у Військово-морських силах України.
У багатьох країнах — членах НАТО, військове звання «генерал» є чотиризірковим званням, яке описано кодом НАТО OF-9. Таке позначення також використовують у деяких збройних силах країн, які не є членами НАТО.

## В Україні
4 червня 2020 року Верховна Рада України ухвалила законопроєкт щодо нової системи військових звань. Серед змін у Законі 680-IX «Про внесення змін до деяких законодавчих актів України щодо військових звань військовослужбовців» передбачено введення нових військових звань вищого офіцерського (генеральського) складу — бригадний генерал та генерал, а також скасування звань генерал-полковник та генерал армії. У пункті 3 розділу II Закону, надаються настанови щодо прирівняння нових звань до попередніх, генерал-майори дорівнюються до бригадних генералів, генерал-лейтенанти до генерал-майорів, генерал-полковники до генерал-лейтенантів, а генерали армії до генералів. Такі ж процеси стосуються адміралів ВМС ЗСУ. Закон набув чинності 1 жовтня 2020 року. Хоча чинні офіцери в військовому званні генерал-майор та генерал-лейтенант були залишені в цьому званні, а генерал-полковники не отримали звання генерал, але отримали нові, відмінні погони від погонів звання генерала — розміщення зірок в формі зіркового ромба. Не дивлячись на те, що військове звання генерал-полковник було виведене з обігу, після чергової редакції наказу Міністерства оборони України № 398 були вказані знаки розрізнення і цього звання. Генерал-полковник має за знаки розрізнення погони, на яких над булавами розміщено по чотири чотирипроменеві зірки. Щоб відрізнити носіїв звання генерал-полковник від носіїв нововведеного звання генерал (мають таку ж кількість зірок на погонах) було вирішено застосувати різні схеми розташування зірок. Зірки на погонах генералів розташовані вздовж вісі погона, а зірки генерал-полковників, розташовуються ромбом. Також генерал-майори, генерал-лейтенанти, генерал-полковники та генерали армії України в запасі, залишились при званнях на момент звільнення в запас і у разі прийняття на службу повторно зберігають свої звання.
| Нижче за рангом: Генерал-лейтенант | Генерал (з 2020 р.) | Вище за рангом: нема |

### Генерали
| № | Фото | Ім'я                             | Дата присвоєння | № Указу    | Посада на момент присвоєння звання                 |
| 1 |      | Залужний Валерій Федорович       | 4 березня 2022  | № 108/2022 | Головнокомандувач Збройних Сил України (2021—2024) |
| 2 |      | Сирський Олександр Станіславович | 23 серпня 2024  | № 580/2024 | Головнокомандувач Збройних Сил України (з 2024)    |

## У світі

### Велика Британія
В Британській армії генерал — найвище військове звання генералітету в Британській армії в мирний час. Хоч звання генерал нижче за рангом ніж фельдмаршал, але є вищим за рангом у військовій ієрархії серед професійних офіцерів британської армії, що може бути присвоєне під час проходження військової служби. Звання «генерал» є чотиризірковим званням і відноситься за класифікацією НАТО до групи OF9.
Знаками розрізнення генералітету є емблема зі схрещеними мечем та жезлом на погоні. Погони генерала мають над емблемою чотирипроменеву зірку ордену Лазні, вище якої розміщується корона святого Едуарда.

Погон генерала Британської армії

### Британська співдружність
Крім Великої Британії, звання генерала, аналогічному британському генералу, існує в державах Британської співдружності, в таких як Австралія, Індія, Пакистан та інші.
Звання може бути відсутнє серед генеральських звань, як в Новій Зеландії, званням яке йде на один ранг нижче за фельдмаршала (OF10) є звання генерал-лейтенанта (OF8). В такому випадку група OF9 залишається вакантною.
Знаки розрізнення звання генерал, здебільшого побудовані на знаках розрізнення генерала Великої Британії. Основою рангу є генеральська емблема, зірка та корона (чи державний символ). Зірки можуть бути: чотирипроменеві як в Великій Британії (Австралія, Бангладеш, Пакистан), п'ятипроменеві (Індія), восьмипроменеві (Шрі Ланка). Вище зірки розташовується корона чи знак емблема: корона як в Великій Британії (Австралія, Нова Зеландія, Йорданія), герб (Левова капітель Ашоки в Індії, латаття в Бангладеш).
У Канадській армії військові звання та притаманні їм знаки розрізнення, влаштовані за британським зразком, до військового звання полковник, яке є найвищим званням старшого офіцерського складу. Канадський генералітет охоплює військові звання від бригадного генерала до генерала, яке є найвищим званням Канадської армії. Знаки розрізнення канадських генерал різняться від британських аналогів і мають за типом наближення до відповідних звань армії США. Знаками розрізнення генералітету є емблема зі схрещеними мечем та жезлом на погоні, яка розташована у верхній частині погону. На звання військовика вказує певна кількість кленових листів на погоні (від одного у бригадного генерала, до чотирьох у генерала). Чотири кленові листки на погонах генералу розташовані у вигляді ромба.

Знаки розрізнення генерала Канадської Армії .
Погон генерала Австралійської армії.
Погон генерала Індійської армії.
Погон генерала армії Шрі-Ланки.
Погон генерала армії Бангладеш.
Погон генерала армії Пакистану.
Погон генерала Йорданської армії .

## Галерея знаків розрізнення носіїв звання генерал різних країн

Знаки розрізнення генерала Армії США
Знаки розрізнення генерала Сухопутних військ Німеччини
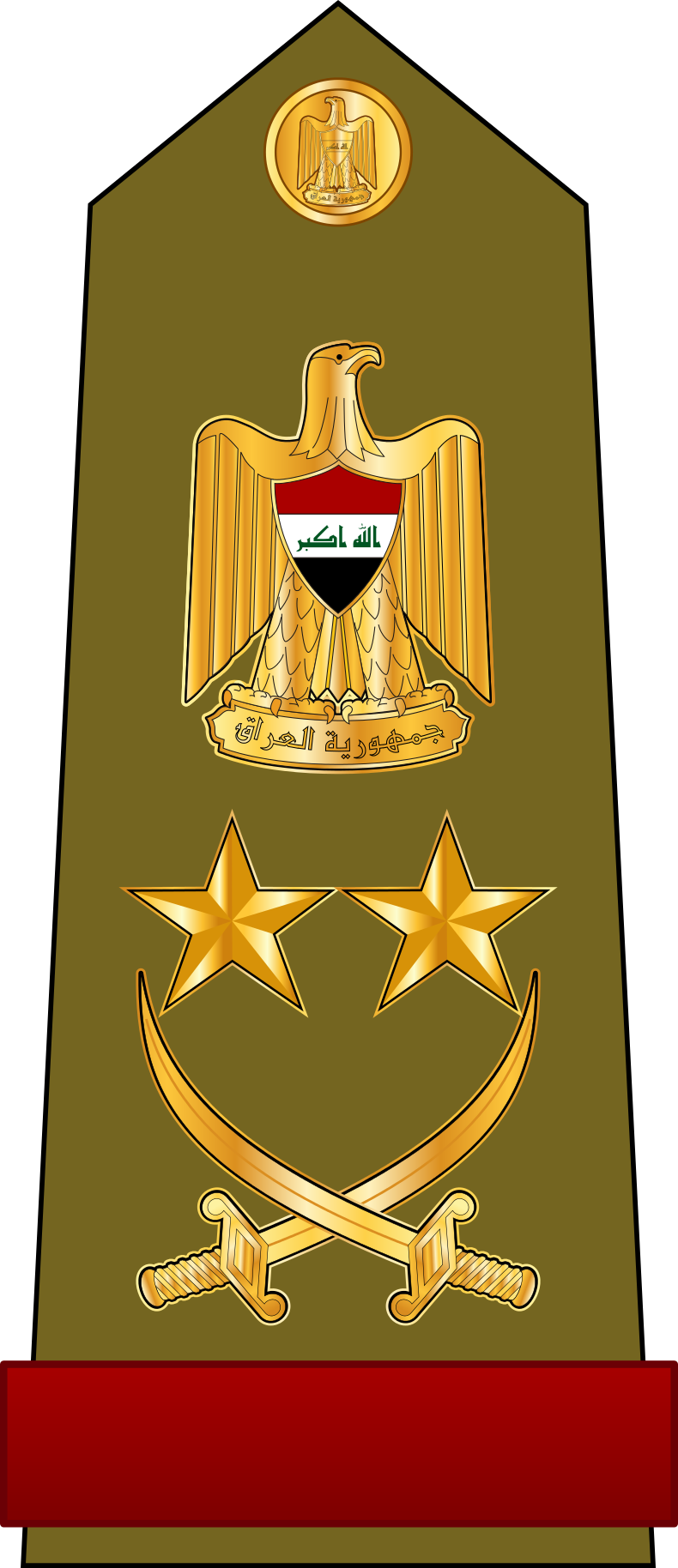
Знаки розрізнення генерала Іракської армії
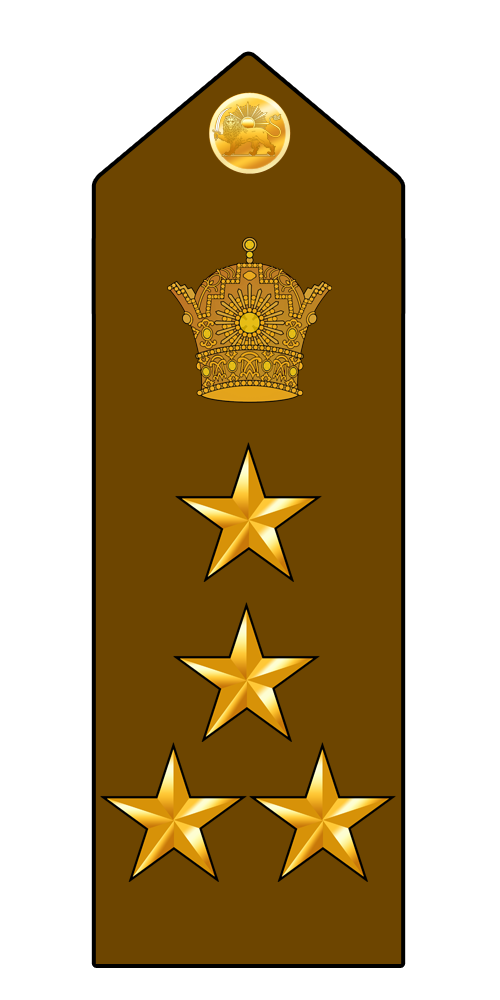
Знаки розрізнення генерала Іранської армії шахського періоду (до 1979 року)
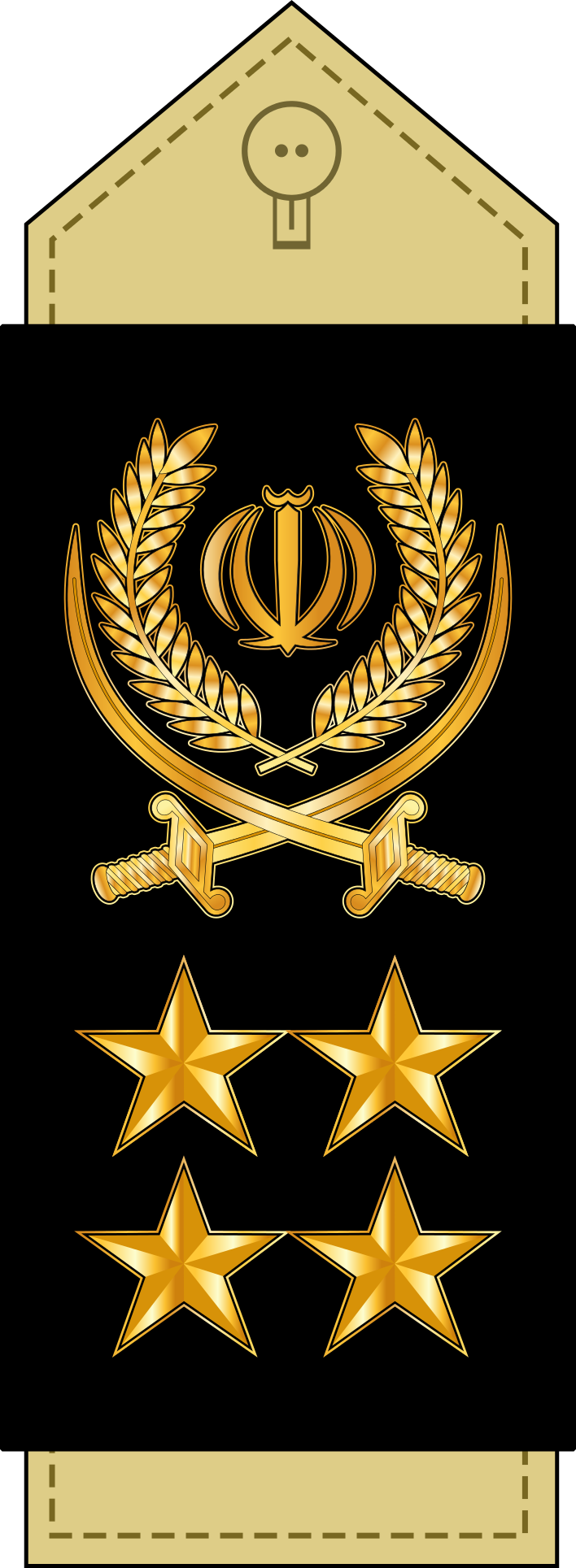
Знаки розрізнення генерала Іранської армії
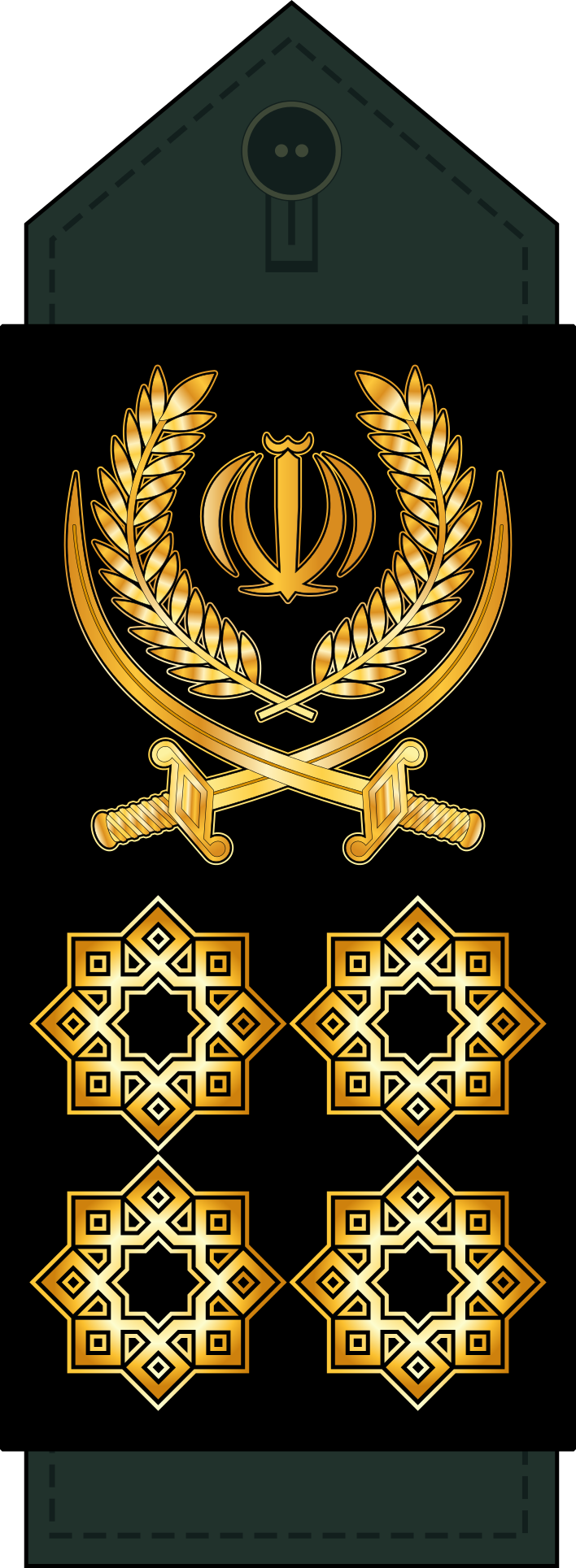
Знаки розрізнення генерала Корпусу вартових Ісламської революції (Іран)
Знаки розрізнення генерала Бахрейнської армії
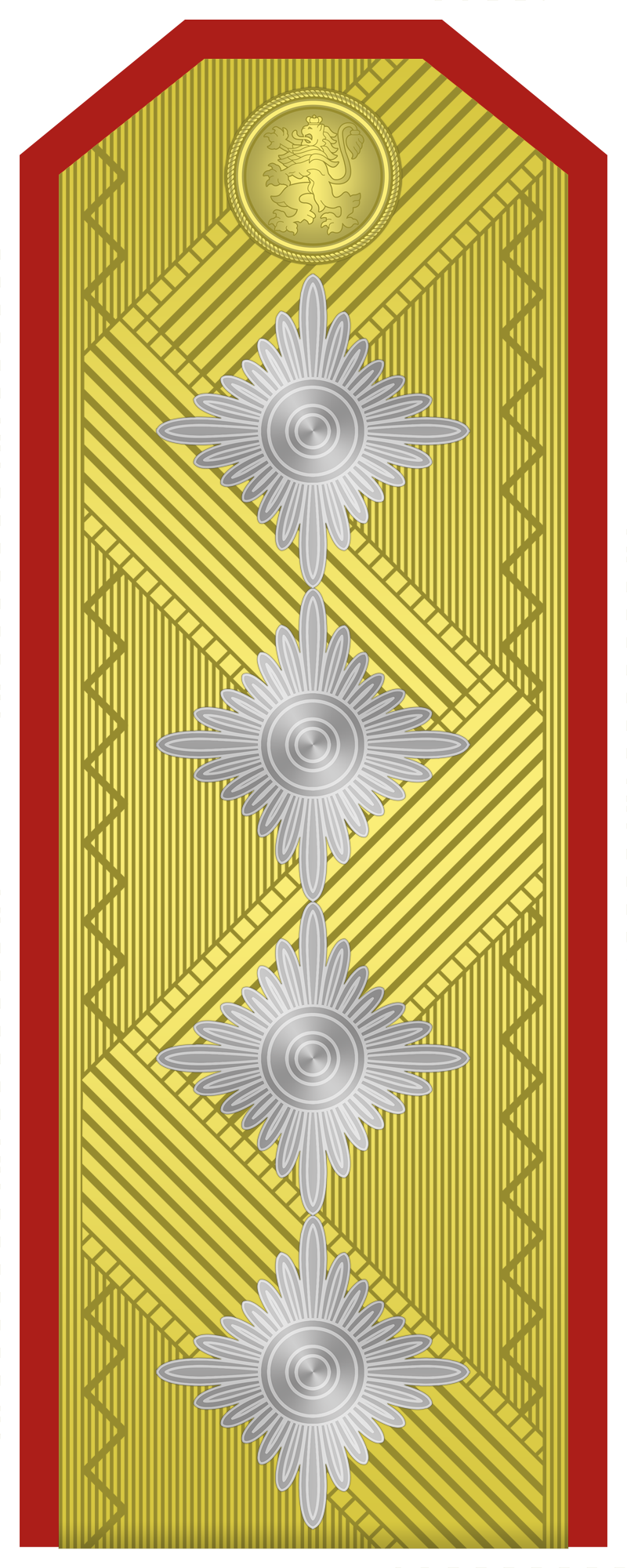
Знаки розрізнення генерала Сухопутних військ Болгарії
Знаки розрізнення генерала Сухопутних військ Польщі